# Dicranopselaphus gressitti
Dicranopselaphus gressitti là một loài bọ cánh cứng trong họ Psephenidae. Loài này được Lee, Yang & Satô miêu tả khoa học đầu tiên năm 2000.